# San Salvador (volcan)
Pour les articles homonymes, voir San Salvador.
Le San Salvador, en nahuatl Quezaltepeque, littéralement « montagne de l'oiseau quetzal », est un volcan du Salvador situé à onze kilomètres du centre de la capitale, San Salvador. Une partie de la ville s'étend sur les flancs du volcan.

## Géographie
Le volcan est composé du Boqueron, culminant à 1 893 mètres d'altitude, et du pic Picacho s'élevant à 1 959 mètres d'altitude. L'ensemble a un diamètre de quinze kilomètres et s'élève à 1 300 mètres au-dessus des terrains environnants. Le pic Picacho est ce qui reste d'un ancien volcan de plus de 3 000 mètres d'altitude qui a explosé il y a plus de 40 000 ans. Le Boqueron est plus jeune, son cratère sommital a été formé il y a plus de 800 ans et contenait un lac jusqu'à la dernière éruption de 1917.
On dénombre huit cratères ou maar dépendants du volcan de San Salvador. Les dernières activités volcaniques se sont effectuées sur les flancs ouest, soit à l'opposé de la capitale.
Le sommet peut être visité et est facile d'accès en voiture à partir de San Salvador. S'il est interdit aux touristes de descendre sans la présence d'un guide dans le cratère, il existe toutefois des cultures au fond de ce dernier.

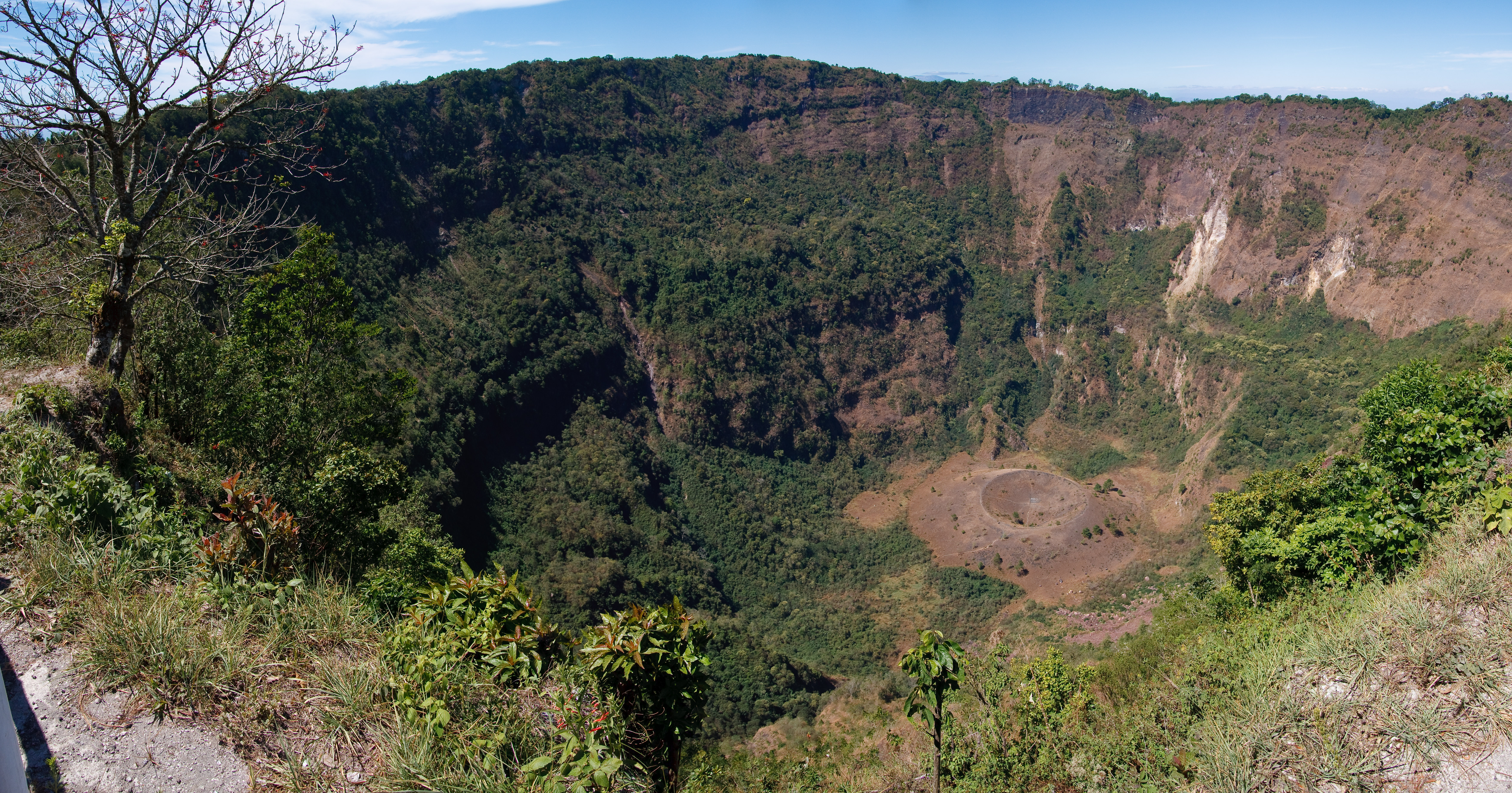
Vue de l'intérieur du cratère du Boqueron contenant un petit cône volcanique.